# 二次型
在数学中，二次型（Quadratic form）是关于一些变量的二次齐次多项式。例如
{\displaystyle 4x^{2}+2xy-3y^{2}}
是关于变量x和y的二次型。其系数通常属于一个确定的域，K，例如实数或者复数。人们通常称之为：“在K上的二次型。”在 {\displaystyle K=\mathbb {R} }时，且仅当所有的变量都为零时该二次型才为零时，则称该二次型为确定双线性形式，否則称之为迷向二次型。
二次型在许多数学分支，包括在数论、线性代数、群论（正交群）、微分几何(黎曼测度)、微分拓扑(intersection forms of four-manifolds)和李代数(基灵型)中，占有核心地位。
请勿将二次型与二次方程混淆。二次型是更广义的齐次多项式的特例。

## 历史
18世纪，开始对二次型进行系统性研究，其起源于讨论二次曲线与二次曲面的分类问题。1748年，瑞士數學家歐拉討論了三元二次型的化簡問題。1801年，正定二次型等的相關概念被高斯引進了他的「算術研究」。1826年，數學家柯西開始研究化三元二次型為標準形的問題。1852年,西爾維斯特提出了慣性定律。1857年，该定律被雅可比證明。1858年，德國數學家維爾斯特拉斯對同時化兩個二次型成平方和給出一般方法，他同時證明瞭“如果二次型之一是正定的，即使某些特徵根相等”。

## 介绍
二次型是n个变量上的二次齐次多项式。下面给出一个、两个、和三个变量的二次形式：
{\displaystyle q(x)=ax^{2}}
{\displaystyle q(x,y)=ax^{2}+by^{2}+cxy}
{\displaystyle q(x,y,z)=ax^{2}+by^{2}+cz^{2}+dxy+exz+fyz}
其中a, ..., f是系数。
注意一般的二次函数和二次方程不是二次形式的例子，因为它们不总是齐次的。
任何非零的n维二次型在一个 (n-1) 维的投影空间中定义了一个 (n-2) 维的二次曲面。在这种方式下可把3维二次型可视化为圆锥曲线。
术语二次型也经常用来描述二次空间，它是有序对（V,q），这里的V是在域k上的向量空间，而q:V → k是在V上的二次形式。例如，在三维欧几里得空间中两个点之间的距离可以采用涉及六个变量的二次形式的平方根来找到，它们是这两个点的各自的三个坐标。
{\displaystyle q(x,y,z)=d((x,y,z),(0,0,0))^{2}=\|(x,y,z)\|^{2}=x^{2}+y^{2}+z^{2}.}

## 定义
设V是在交换环R上的模；R经常是域比如实数，在这种情况下V是向量空间。 
映射Q : V → R被称为在V上的二次形式，如果
- Q(av) = a2 Q(v)对于所有{\displaystyle a\in R}和{\displaystyle v\in V}，并且
- 2 B(u,v) = Q(u+v) − Q(u) − Q(v)是在V上的双线性形式。

这里的B被称为相伴双线性形式；它是对称双线性形式。尽管这是非常一般性的定义，经常假定这个环R是一个域，它的特征不是2。
V的两个元素u和v被称为正交的，如果B(u, v)=0。
双线性形式B的核由正交于V的所有元素组成，而二次形式Q的核由B的核中的有Q(u)=0的所有元素u组成。
如果2是可逆的，则Q和它的相伴双线性形式B有同样的核。
双线性形式B被称为非奇异的，如果它的核是0；二次形式Q被称为非奇异的，如果它的核是0。
非奇异二次形式Q的正交群是保持二次形式Q的V的自同构的群。 
二次形式Q被称为迷向的，如果有V中的非零的v使得{\displaystyle Q(v)=0}。否则它称为非迷向的。二次空间的一个向量或子空间也可以被称为迷向的。如果{\displaystyle Q(V)=0}则{\displaystyle Q}被称为完全奇异的。

## 性质
二次形式的一些其他性质：
- Q服从平行四边形定律：

{\displaystyle Q(u+v)+Q(u-v)=2Q(u)+2Q(v)}
- 向量u和v是关于B正交的，当且仅当

{\displaystyle Q(u+v)=Q(u)+Q(v)}

## 对称双线性形式
在低层的域的特征不是2的时候，二次形式等价于对称双线性形式。
二次形式总是生成对称双线性形式（通过极化恒等式），而反过来要求除以2。
注意对于任何向量u ∈ V
2Q(u) = B(u,u)
所以如果2在R中是可逆的（在R是一个域的时候这同于有不是2的特征），则我们可以从对称双线性形式B恢复二次形式，通过  
Q(u) = B(u,u)/2.
当2是可逆的时候，这给出在V上的二次形式和V上的双线性形式之间的一一映射。如果B是任何对称双线性形式，则B(u,u)总是二次形式。所以在2是可逆的时候，这可以用作二次形式的定义。但是如果2不是可逆的，对称双线性形式和二次形式是不同的：某些二次形式不能写为形式B（u,u）。 
我们在二维情况下描述这种等价。任何2维二次形式可以被写为
{\displaystyle F(x,y)=ax^{2}+by^{2}+cxy}.
这个向量空间的任何向量可以表示为{\displaystyle x=(x,y)}。二次形式F可以表达为矩阵，假设M是2×2矩阵：
{\displaystyle M={\begin{bmatrix}a&{\frac {c}{2}}\\{\frac {c}{2}}&b\end{bmatrix}}.}
接着矩阵乘法给我们下列等式：
{\displaystyle F(x)=x^{T}Mx}
这里的有上标的{\displaystyle x^{T}}指示转置矩阵。主要我们已经用了特征不是2，因为我们除以2来定义M。所以我们看到了在2维二次形式F和对应于对称双线性形式的2×2 对称矩阵M之间的对应。
这个观察迅速推广到n个变量和n×n矩阵的形式中。例如，在实数值二次形式中，实数的特征是0，所以实数二次形式和实数对称双线性形式是来自不同观点的同样的东西。
如果V是n维的，我们写双线性形式B为相对于V的某个基{ei}的对称矩阵B。B的分量给出自{\displaystyle B_{ij}=B(e_{i},e_{j})}。如果2是可逆的，二次形式Q给出自
{\displaystyle 2Q(u)=\mathbf {u} ^{T}\mathbf {Bu} =\sum _{i,j=1}^{n}B_{ij}u^{i}u^{j}}
这里{\displaystyle u^{j}}是在这个基下的{\displaystyle u}的分量。

## 实二次形式
假定{\displaystyle Q}是定义在实数向量空间上的二次形式。
- 它被称为是正定的（或者负定的），如果{\displaystyle Q(v)>0} (或者{\displaystyle Q(v)<0})对于所有向量{\displaystyle v\neq 0}。
- 如果我们放松严格不等于为≥或≤，则形式{\displaystyle Q}被称为半定的。
- 如果{\displaystyle Q(v)<0}对于某个{\displaystyle v}而且{\displaystyle Q(v)>0}对于另一个{\displaystyle v}，则{\displaystyle Q}被称为不定的。

设{\displaystyle A}是如上那样关联于{\displaystyle Q}的实数对称矩阵，所以对于任何列向量{\displaystyle v}， 
{\displaystyle Q(v)=v^{T}Av.}
成立。接着，{\displaystyle Q}是正（半）定的，负（半）定的，不定的，当且仅当矩阵{\displaystyle A}有同样的性质（参见正定矩阵）。最终，这些性质可以用{\displaystyle A}的特征值来刻画。